# Freyung-Grafenau járás
Freyung-Grafenau járás egy járás Bajorországban. Freyung-Grafenau járás Regen, Deggendorf, Passau, Klatovyi, Prachaticei, Český Krumlov-i és Rohrbachi járásokkal határos. Lakosainak száma 75 564 fő (1987. május 25.).

## A települései
| rechts | Adminisztratív együttműködések (Verwaltungsgemeinschaften) 1. Hinterschmiding (Hinterschmiding és Philippsreut) 2. Perlesreut (Perlesreut és Fürsteneck) 3. Schönberg (Schönberg, Eppenschlag, Innernzell és Schöfweg) 4. Thurmansbang (Thurmansbang és Zenting) Községi illetőség nélküli területek (sötétszürke; 156,32 km²): 1. Annathaler Wald (10,41 km²) 2. Frauenberger und Duschlberger Wald (21,09 km²) 3. Graineter Wald (6,60 km²) 4. Leopoldsreuter Wald (14,79 km²) 5. Mauther Forst (24,67 km²) 6. Philippsreuter Wald (3,01 km²) 7. Pleckensteiner Wald (13,04 km²) 8. Sankt Oswald (12,15 km²) 9. Schlichtenberger Wald (17,82 km²) 10. Schönbrunner Wald (21,26 km²) 11. Waldhäuserwald (11,48 km²) |

## Népesség
A járás népessége az elmúlt években az alábbi módon változott:
| Lakosok száma | 72 402 | 72 402 | 75 564 | 77 817 | 77 626 | 77 927 | 78 122 | 78 180 | 78 345 |
|               | 1973   | 1978   | 1987   | 2012   | 2013   | 2014   | 2015   | 2016   | 2017   |